# 岩成博夫
岩成 博夫（いわなり ひろお、1968年（昭和43年）2月1日 - ）は、日本の公取官僚。経済取引局長を経て、公正取引委員会事務総長を務める。

## 経歴
鳥取県鳥取市出身。鳥取県立鳥取西高等学校を経て、1990年（平成2年）3月に東京大学教養学部教養学科相関社会科学分科を卒業。国家公務員採用Ⅰ種試験（経済）に合格し、同年4月公正取引委員会事務総局入局。
カリフォルニア大学バークレー校経済学部へ留学し、事務総局官房総務課長、内閣官房デジタル市場競争本部事務局次長、取引部長、官房政策立案審議官、内閣官房フリーランス取引適正化法制準備室長を歴任。
2023年（令和5年）7月5日、経済取引局長に就任。
2025年（令和7年）7月1日、公正取引委員会事務総長に就任。就任時の記者会見で、AIについて「変化の速い分野。常に監視し（独占禁止法上の）問題があれば対応できる体制をとる」と述べた。

## 年譜
- 1990年（平成2年）
  - 03月：東京大学教養学部教養学科相関社会科学分科卒業[3][1]
  - 04月：公正取引委員会採用[1]
- 1997年（平成9年）07月：公正取引委員会事務総局経済取引局取引部取引企画課取引調査室長補佐[1]
- 1998年（平成10年）07月：公正取引委員会事務総局官房国際課長補佐（総括担当）[1]
- 1999年（平成11年）07月：公正取引委員会事務総局経済取引局取引部取引企画課長補佐（総括担当）[1]
- 2001年（平成13年）07月：公正取引委員会事務総局審査局管理企画課長補佐（総括担当）[1]
- 2002年（平成14年）07月：公正取引委員会事務総局官房人事課長補佐（総括担当）[1]
- 2003年（平成15年）07月：公正取引委員会事務総局官房総務課長補佐（総括担当）[1]
- 2004年（平成16年）06月：公正取引委員会事務総局経済取引局企業結合課上席企業結合調査官[1]
- 2005年（平成17年）06月：公正取引委員会事務総局経済取引局総務課企画室長[1]
- 2008年（平成20年）06月：公正取引委員会事務総局審査局審査長（第四審査長）[1]
- 2011年（平成23年）07月：財務省四国財務局理財部金融監督官[1]
- 2012年（平成24年）07月：財務省四国財務局理財部長[1]
- 2013年（平成25年）07月：公正取引委員会事務総局官房参事官[1]
- 2015年（平成27年）04月：公正取引委員会事務総局審査局訟務官[1]
- 2016年（平成28年）06月：公正取引委員会事務総局経済取引局取引部取引企画課長[1]
- 2017年（平成29年）07月：公正取引委員会事務総局経済取引局総務課長[1]
- 2018年（平成30年）07月：公正取引委員会事務総局官房総務課長[1]
- 2019年（令和元年）
  - 7月05日：公正取引委員会事務総局審査局犯則審査部長[10][1]
  - 7月：公正取引委員会事務総局官房付[1]
  - 7月：（併）内閣官房内閣審議官（内閣官房副長官補付）（命）内閣官房デジタル市場競争評価体制準備室次長（～2019年9月）[1]
  - 09月：（命）内閣官房デジタル市場競争本部事務局次長[1]
- 2021年（令和3年）07月01日：公正取引委員会事務総局経済取引局取引部長[11][1]
- 2022年（令和4年）
  - 7月01日：公正取引委員会事務総局官房政策立案総括審議官[12][1]
  - 9月：（併）内閣官房審議官（内閣官房副長官補付）（命）内閣官房新しい資本主義実現本部事務局フリーランス取引適正化法制準備室長代理（～2023年1月）[1]
- 2023年（令和5年）
  - 1月：（命）内閣官房新しい資本主義実現本部事務局フリーランス取引適正化法制準備室長[1]
  - 7月05日：公正取引委員会事務総局経済取引局長[5][6]
- 2025年（令和7年）07月01日：公正取引委員会事務総長[7][8]